# Nils Jönsson (Oxenstierna)
Nils Jönsson (Oxenstierna) (født i begyndelsen af 1390'erne (senest 1394), død omkring 1450-51) var svensk rigsforstander 1448. Han var rigsråd fra omkring 1432, høvedsmand på Borgholm 1436, høvedsmand på Stäkeholm omkring 1438, høvedsmand på Nyköpingshus fra omkring 1442 til 1448 eller 1449, ridder 1441 samt rigsforstander januar-juni 1448, sammen med sin bror Bengt Jönsson (Oxenstierna). 1418 overtog han Djursholm hvor han byggede et slot og grundlagde et gods.